# Jiří Holubec
Jiří Holubec (ur. 3 marca 1966 w Jilemnicach) – czeski biathlonista, reprezentujący też Czechosłowację, wicemistrz świata.

## Kariera
W Pucharze Świata zadebiutował 13 stycznia 1986 roku w Feistritz, kiedy zajął 52. miejsce w biegu indywidualnym. Pierwsze punkty zdobył 22 lutego 1986 roku w Oslo, zajmując 11. miejsce w sprincie. Nigdy nie stanął na podium indywidualnych zawodów tego cyklu, jednak kilkukrotnie dokonał tego w zawodach drużynowych. Najlepsze wyniki osiągał w sezonie 1993/1994, kiedy zajął 14. miejsce w klasyfikacji generalnej.
Podczas mistrzostw świata w Mińsku/Oslo/Kontiolahti w 1990 roku wspólnie z Tomášem Kosem, Janem Matoušem i Ivan Masaříkiem zdobył srebrny medal w biegu drużynowym. Na rozgrywanych pięć lat później mistrzostwach świata w Anterselvie powtórzył ten wynik, startując razem z Ivan Masaříkiem, Petrem Garabíkiem i Romanem Dostálem. Był też między innymi siódmy w biegu indywidualnym na mistrzostwach świata w Borowcu w 1993 roku.
W 1988 roku wystartował na igrzyskach olimpijskich w Calgary, gdzie zajął 32. miejsce w biegu indywidualnym, 28. w sprincie i 11. w sztafecie. Podczas igrzysk w Albertville cztery lata później uplasował się na 15. pozycji w biegu indywidualnym, 23. pozycji w sprincie i 7. w sztafecie. Na igrzyskach olimpijskich w Lillehammer w 1994 roku zajął 17. miejsce w biegu indywidualnym, 29. w sprincie i 12. w sztafecie. Brał też udział w igrzyskach w Nagano w 1998 roku, plasując się na 34. pozycji w biegu indywidualnym i 14. w sztafecie.
Po zakończeniu kariery został trenerem, trenował między innymi żeńską reprezentację Czech.

## Osiągnięcia

### Igrzyska olimpijskie
| Rok  | Miejscowość | Konkurencje | Konkurencje | Konkurencje | Konkurencje | Konkurencje | Konkurencje | Konkurencje |
| Rok  | Miejscowość | IN          | SP          | PU          | MS          | RL          | MR          | SR          |
| ---- | ----------- | ----------- | ----------- | ----------- | ----------- | ----------- | ----------- | ----------- |
| 1988 | Calgary     | 32.         | 28.         | nd.         | nd.         | 11.         | nd.         | –           |
| 1992 | Albertville | 15.         | 23.         | nd.         | nd.         | 7.          | nd.         | –           |
| 1994 | Lillehammer | 17.         | 29.         | nd.         | nd.         | 12.         | nd.         | –           |
| 1998 | Nagano      | 34.         | –           | nd.         | nd.         | 14.         | nd.         | –           |

### Mistrzostwa świata
| Rok  | Miejscowość            | Konkurencje | Konkurencje | Konkurencje | Konkurencje | Konkurencje | Konkurencje | Konkurencje |
| Rok  | Miejscowość            | IN          | SP          | PU          | MS          | RL          | MR          | SR          |
| ---- | ---------------------- | ----------- | ----------- | ----------- | ----------- | ----------- | ----------- | ----------- |
| 1986 | Oslo                   | –           | 11.         | nd.         | nd.         | 6.          | nd.         | –           |
| 1987 | Lake Placid            | 10.         | 11.         | nd.         | nd.         | 9.          | nd.         | –           |
| 1989 | Feistritz              | –           | –           | nd.         | nd.         | –           | nd.         | –           |
| 1990 | Mińsk/Oslo/Kontiolahti | 36.         | –           | nd.         | nd.         | –           | nd.         | –           |
| 1991 | Lahti                  | 26.         | –           | nd.         | nd.         | 10.         | nd.         | –           |
| 1993 | Borowec                | 7.          | –           | nd.         | nd.         | 12.         | nd.         | –           |
| 1995 | Anterselva             | 14.         | –           | nd.         | nd.         | –           | nd.         | –           |
| 1996 | Ruhpolding             | 45.         | –           | nd.         | nd.         | 12.         | nd.         | –           |

### Puchar Świata
| Sezon     | Miejsce |
| --------- | ------- |
| 1985/1986 | ?       |
| 1986/1987 | 20.     |
| 1987/1988 | 22.     |
| 1988/1989 | 52.     |
| 1989/1990 | -       |
| 1990/1991 | 67.     |
| 1991/1992 | 51.     |
| 1992/1993 | 28.     |
| 1993/1994 | 14.     |
| 1994/1995 | 49.     |
| 1995/1996 | 50.     |
| 1997/1998 | -       |

#### Miejsca na podium chronologicznie
Holubec nigdy nie stanął na podium indywidualnych zawodów PŚ.